# Гутчево
Гу́тчево — деревня в Тосненском городском поселении Тосненского района Ленинградской области.

## История
ГУТЧЕВО — деревня при реке Тосна, Гутчевского сельского общества, прихода села Марьина.

Дворов крестьянских — 23. Строений — 129, в том числе жилых — 39.

Число жителей по семейным спискам 1879 г.: 64 м. п., 68 ж. п.; по приходским сведениям 1879 г.: 68 м. п., 72 ж. п. 

Жители занимаются пилкою и возкою дров и уходят в чернорабочие. (1884 год)

В конце XIX — начале XX века деревня административно относилась к Марьинской волости 1-го стана 1-го земского участка Новгородского уезда Новгородской губернии.

ГУТЧЕВО — деревня Гутчевского сельского общества, дворов — 29, жилых домов — 29, число жителей: 85 м. п., 82 ж. п. 

Занятия жителей — земледелие, выпас телят, лесные зароботки, отхожие промыслы. Школа, хлебозапасный магазин, лавка. (1907 год)

В 1913 году количество дворов в деревне Гутчево увеличилось до 27.
Согласно военно-топографической карте Петроградской и Новгородской губерний издания 1917 года деревня называлась Гутчева, близ неё в реку Тосну впадал Гутчевский ручей.
С 1917 по 1927 год деревня Гутчево входила в состав Любанской волости Новгородского уезда Новгородской губернии.
С 1927 года в составе Нового сельсовета Любанского района Ленинградской области.
С 1928 года в составе Федосьинского сельсовета. В 1928 году население деревни Гутчево составляло 162 человека.
С 1930 года в составе Андриановского сельсовета Тосненского района.
По данным 1933 года деревня Гутчево входила в состав Андриановского сельсовета Тосненского района.

План деревни Гутчево. 1939 год

Согласно топографической карте 1939 года деревня насчитывала 18 дворов.
С 1 сентября 1941 года по 31 декабря 1943 года деревня находилась в оккупации.
В 1965 году население деревни Гутчево составляло 3 человека.
По данным 1966 и 1973 годов деревня Гутчево также находилась в составе Андриановского сельсовета.
По данным 1990 года деревня Гутчево находилась в составе Тарасовского сельсовета.
В 1997 году в деревне Гутчево Тарасовской волости проживали 2 человека, в 2002 году — 1 человек (русский).
В 2007 году в деревне Гутчево Тосненского ГП — также 1 человек.

## География
Деревня расположена в центральной части района на автодороге 41К-882 (Ушаки — Гуммолово), к югу от центра поселения города Тосно.
Расстояние до административного центра поселения — 31 км.
Расстояние до ближайшей железнодорожной платформы Кастенская — 7 км.
Деревня находится на правом берегу реки Тосна.

## Демография
| 2007 | 2010 | 2017 |
| ---- | ---- | ---- |
| 1    | ↗4   | ↗6   |